# Ćmawiec ciemny
Ćmawiec ciemny (Maladera holosericea) – gatunek chrząszcza z rodziny poświętnikowatych i podrodziny chrabąszczowatych. Zamieszkuje palearktyczną Eurazję.

## Taksonomia
Gatunek ten opisany został po raz pierwszy w 1772 roku przez Giovanniego Antonia Scopoliego pod nazwą Scarabaeus holosericeus. Jest gatunkiem typowym rodzaju ćmawiec.

## Morfologia
Chrząszcz o silnie wypukłym, owalnym i lekko ku tyłowi rozszerzonym w zarysie ciele długości od 6 do 9 mm. Ubarwienie ma czarnobrunatne do czarnego, rzadko rdzawobrunatne, przy czym grzbietową stronę ciała oprócz przodu nadustka pokrywa aksamitny nalot popielatego odcieniu. Głowa samca charakteryzuje się dużymi oczami i zbudowanymi z dziesięciu członów czułkami o buławce dłuższej niż pozostałe człony razem wzięte. U samicy oczy są mniejsze, a buławka krótsza niż pozostałe człony czułków mierzone łącznie. Szersze niż dłuższe przedplecze ma obrzeżone krawędzie przednią i boczne, natomiast pozbawioną obrzeżenia krawędź tylną. Pokrywy mają na powierzchni rzadko rozmieszczone, krótkie, łamliwe szczecinki, a na bocznych krawędziach owłosienie. Tylna krawędź pokryw jest lekko, wypukle obrzeżona. Rzędy są płytkie i punktowane, a międzyrzędy słabo wypukłe i opatrzone wyraźnymi, rozproszonymi punktami. Odnóża wyposażone są w cienkie stopy. Pygidium ma owłosione boki. Odwłok ma na każdym sternicie pojedynczy szereg krótkich szczecinek pośrodku. 

## Ekologia i występowanie
Owad ciepłolubny, kserotermofilny, rozmieszczony od nizin po pogórza. Zasiedla suche tereny o piaszczystym podłożu, w tym lasostepy, stepy, skraje lasów, trawiaste zbocza, tereny ruderalne i osiedla ludzkie. Aktywne osobniki dorosłe spotyka się od kwietnia do lipca, a te następnego pokolenia od września do października – są one stadium zimującym. Loty odbywają o zmierzchu i wówczas przylatują do sztucznych źródeł światła. Za dnia bytują w wierzchniej warstwie gleby, wśród przyziemnej roślinności, pod kamieniami i płatami mchów. Podziemne pędraki żerują na korzeniach roślin zielnych.
Gatunek palearktyczny, znany z  Hiszpanii, Francji, Belgii, Holandii, Luksemburga, Niemiec, Szwajcarii, Austrii, Włoch, Danii, Szwecji, Łotwy, Polski, Czech, Słowacji, Węgier, Białorusi, Ukrainy, Rumunii, Bułgarii, Słowenii, Chorwacji, Bośni i Hercegowiny, Serbii, Czarnogóry, Albanii, europejskiej, syberyjskiej i dalekowschodniej części Rosji, Kazachstanu, a według niektórych źródeł także Uzbekistanu i Kirgistanu. W Europie Środkowej jest jedynym przedstawicielem rodzaju.